# Calliphora papuensis
Calliphora papuensis är en tvåvingeart som beskrevs av Hiromu Kurahashi 1971. Calliphora papuensis ingår i släktet Calliphora och familjen spyflugor. Inga underarter finns listade i Catalogue of Life.